# Thauabach
Der Thauabach ist ein rechter Zufluss der Deutschen Thaya in Niederösterreich. Er entwässert über die Deutsche Thaya und die Thaya in die March, die Donau und damit in das Schwarze Meer.

## Verlauf
Der Bach entspringt auf rund 580 m Höhe südwestlich der seit 1938 wüsten Dorfstelle Edelbach auf dem Gelände des Truppenübungsplatzes Allentsteig. Er fließt zunächst in westlicher Richtung ab, wendet sich dann bei dem verfallenen Großpoppen nach Nordnordwesten, verlässt südlich von Allentsteig das Gebiet des Truppenübungsplatzes, speist den Stadtsee Allentsteig und durchquert Allentsteig. Bei Windigsteig mündet der Bach in die Deutsche Thaya.
Das Einzugsgebiet beträgt rund 107 km². Die Länge wird mit 76 km angegeben.